# Флаг Октябрьского района (ХМАО — Югра)
Флаг муниципального образования Октя́брьский район Ханты-Мансийского автономного округа — Югры Российской Федерации — опознавательно-правовой знак, служащий официальным символом муниципального образования.
Флаг утверждён 28 августа 2002 года и внесён в Государственный геральдический регистр Российской Федерации с присвоением регистрационного номера 1063.
Целями использования флага Октябрьского района является:
- создание зримых символов целостности территории Октябрьского района;
- воспитание у жителей Октябрьского района гражданственности, патриотизма, уважения к историческим, национальным, культурным и духовным традициям.[2]

## Описание
Описание флага, утверждённое решением Думы Октябрьского района от 28 августа 2002 года № 108, гласило:

Флаг муниципального образования «Октябрьский район» представляет собой прямоугольное полотнище с соотношением сторон 2:3, разделённое по горизонтали на три неравные полосы: верхнюю пурпурную в 4/5 ширины, воспроизводящую в центре белый круг с зубчато-составной бело-красной каймой с нагрудным изображением в центре круга окаймлённой чёрным женщины в серебряной одежде, склонившейся вправо и смотрящей прямо, над правой ладонью чёрная капля; среднюю белую в 1/10 ширины и нижнюю в 1/10 ширины, рассечённую пополам зелёным и синим в1/10; средняя и нижняя полосы разделены зубцами в виде малых стропил.

8 июня 2006 года, решением думы Октябрьского района № 73, в описание флага были внесены изменения:

Флаг Октябрьского района представляет собой прямоугольное полотнище из двух разновеликих горизонтальных полос: верхней — пурпурной, нижней — бело-зелёно-синей. В центре полосы пурпурного цвета расположен белый круг с зубчато-составной бело-красной каймой с элементом герба Октябрьского района — окаймлённой чёрным женщины в серебряной одежде, склонившейся вправо и смотрящей прямо, над правой ладонью чёрная капля. Полоса белого цвета по нижнему краю разделена зубцами малых стропил зелёного и синего цвета пополам.
Отношение ширины флага к его длине 2:3; ширина верхней горизонтальной полосы составляет 4/5 ширины; ширина нижней горизонтальной полосы составляет 1/5 ширины; длина рассечённой нижней полосы составляет 1/2 длины.

## Обоснование символики
Флаг Октябрьского района разработан в соответствии с федеральным законодательством, геральдическими правилами и отражает исторические, культурные, национальные и географические особенности Октябрьского района.
На флаге Октябрьского района символом «Земли Югорской» является стилизованное изображение женщины — «Миснэ», что в переводе с хантыйского означает «лесная женщина»; символом чёрного золота — нефти, ведущей отрасли промышленности Октябрьского района, является изображение крупной капли чёрного цвета, ниспадающей на ладонь женщины; символом богатства и изобилия Октябрьского района является окружность, окаймлённая зубчатым фрагментом хантыйского орнамента красного цвета.
Красный цвет — символ активной энергии, жизнеутверждающей силы, здоровья и молодости.
Пурпурный цвет полотнища флага Октябрьского района является символом достоинства, преображения и благородства.
Белый цвет (серебро) отражает заснеженные просторы. Белый цвет (серебро) в геральдике символизирует также чистоту, мудрость, совершенство, благородство, мир.
Зелёный цвет показывает природу, богатую лесами. Зелёный цвет в геральдике — символ изобилия, жизни и возрождения.
Синий цвет (лазурь) — символ красоты, безупречности, возвышенных устремлений, добродетели, символ чистого неба.
Чёрный цвет — символ благоразумия, мудрости, скромности, честности и вечности бытия.

## См. также

Флаги муниципальных образований Октябрьского района
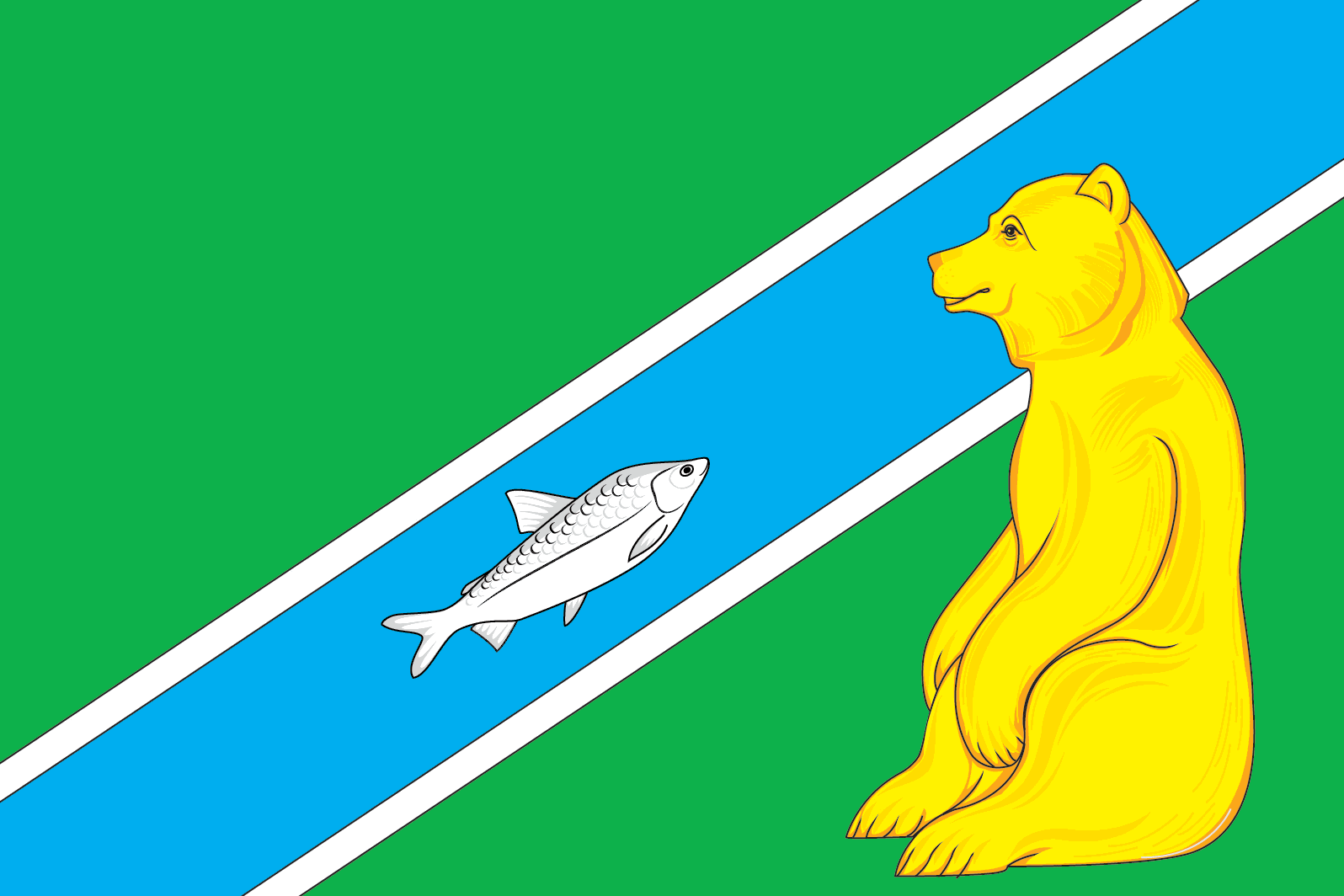
Флаг городского поселения Андра
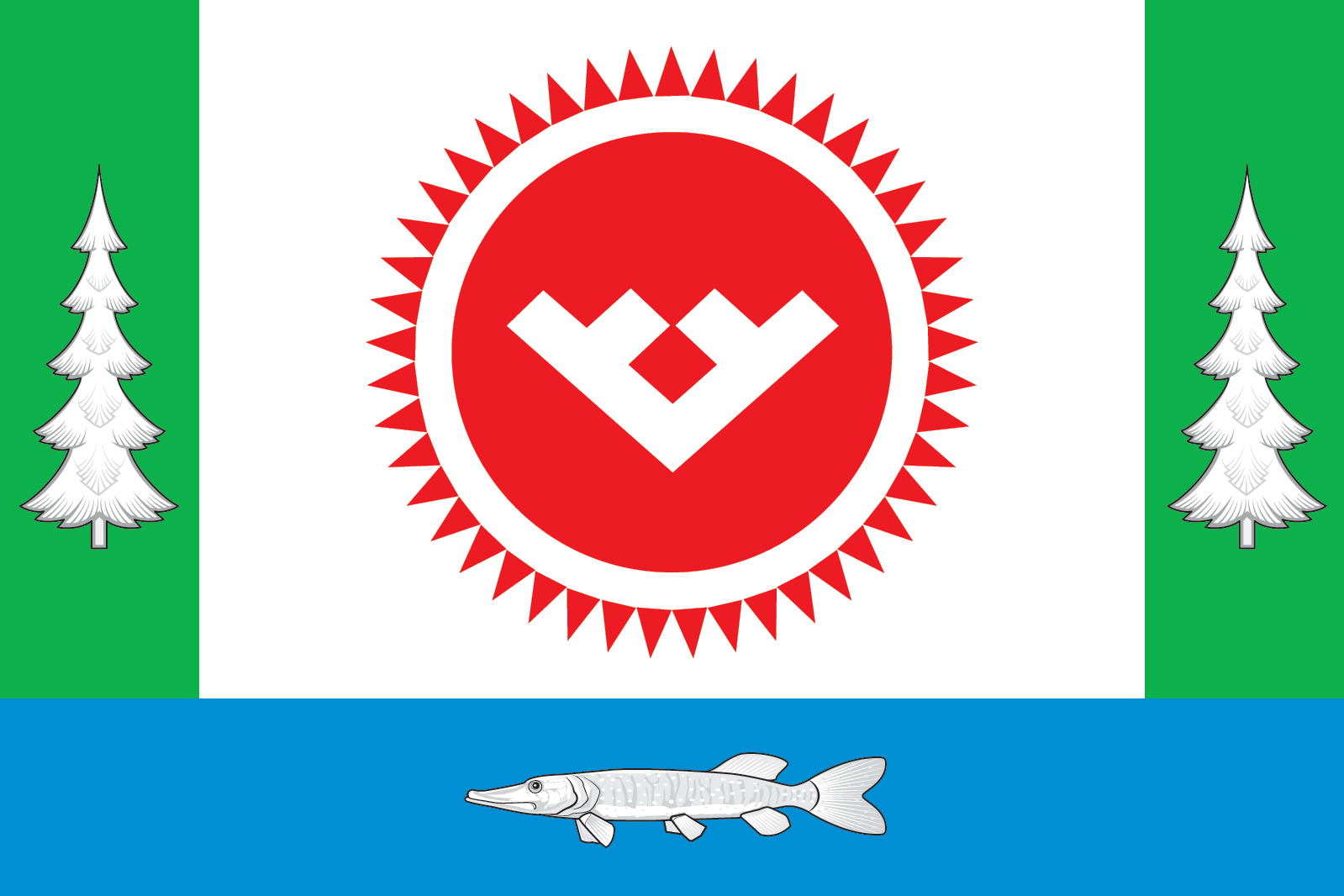
Флаг городского поселения Октябрьское
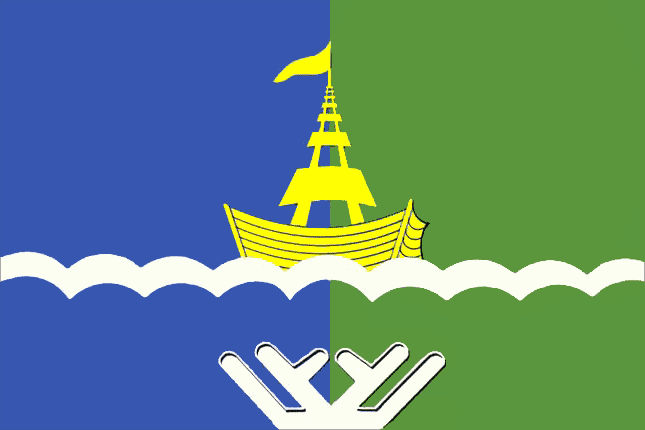
Флаг городского поселения Приобье
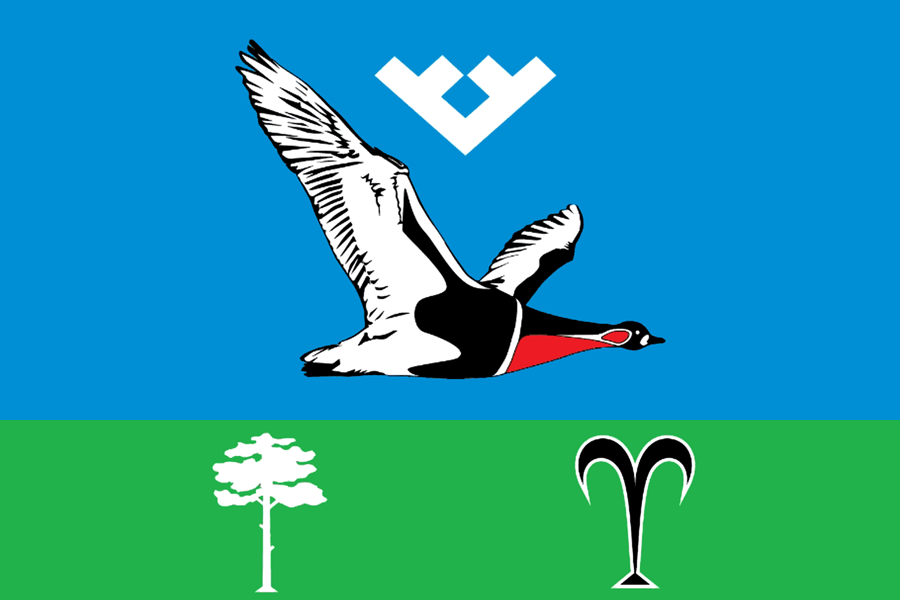
Флаг городского поселения Талинка
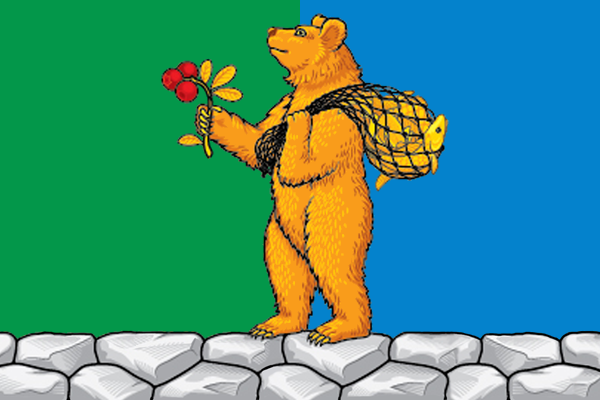
Флаг сельского поселения Каменное
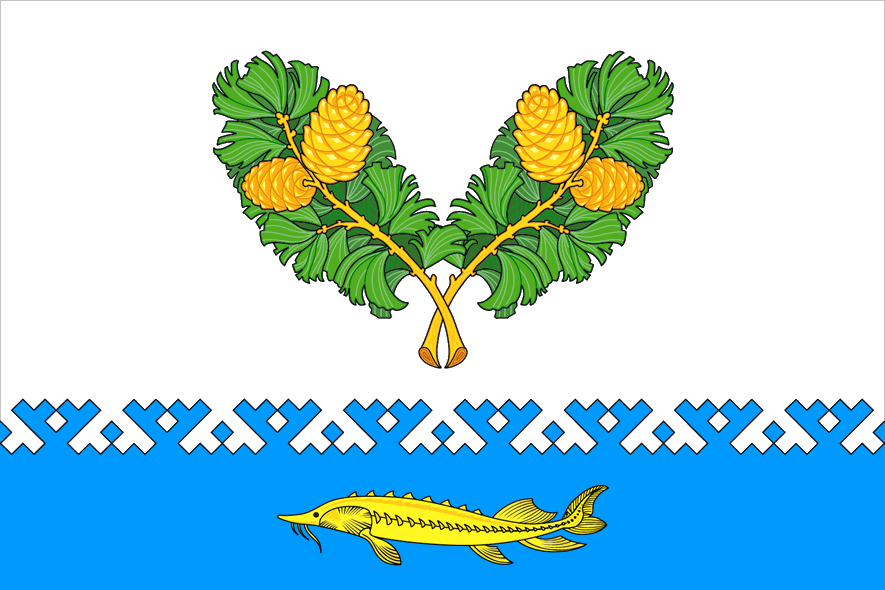
Флаг сельского поселения Карымкары
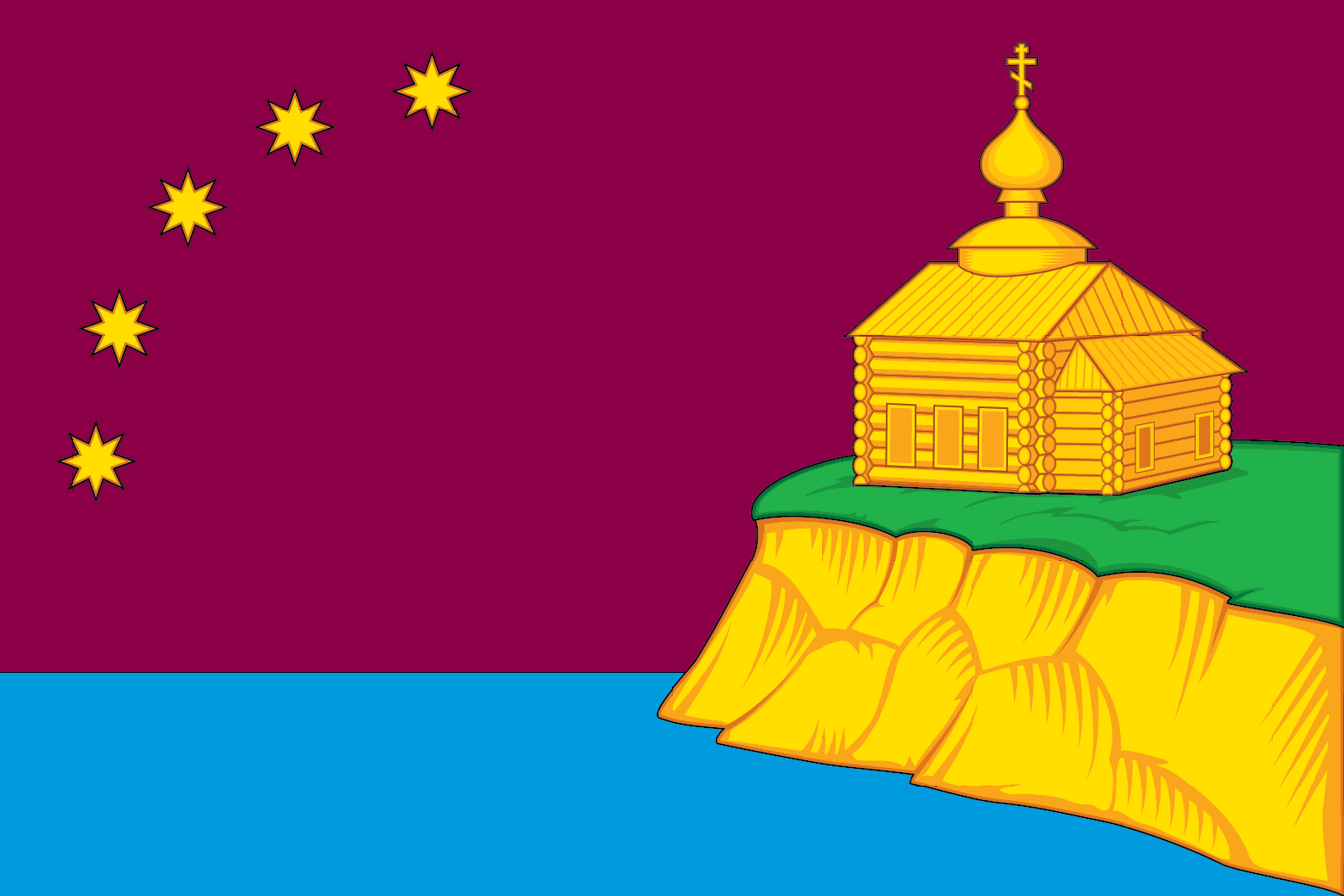
Флаг сельского поселения Малый Атлым
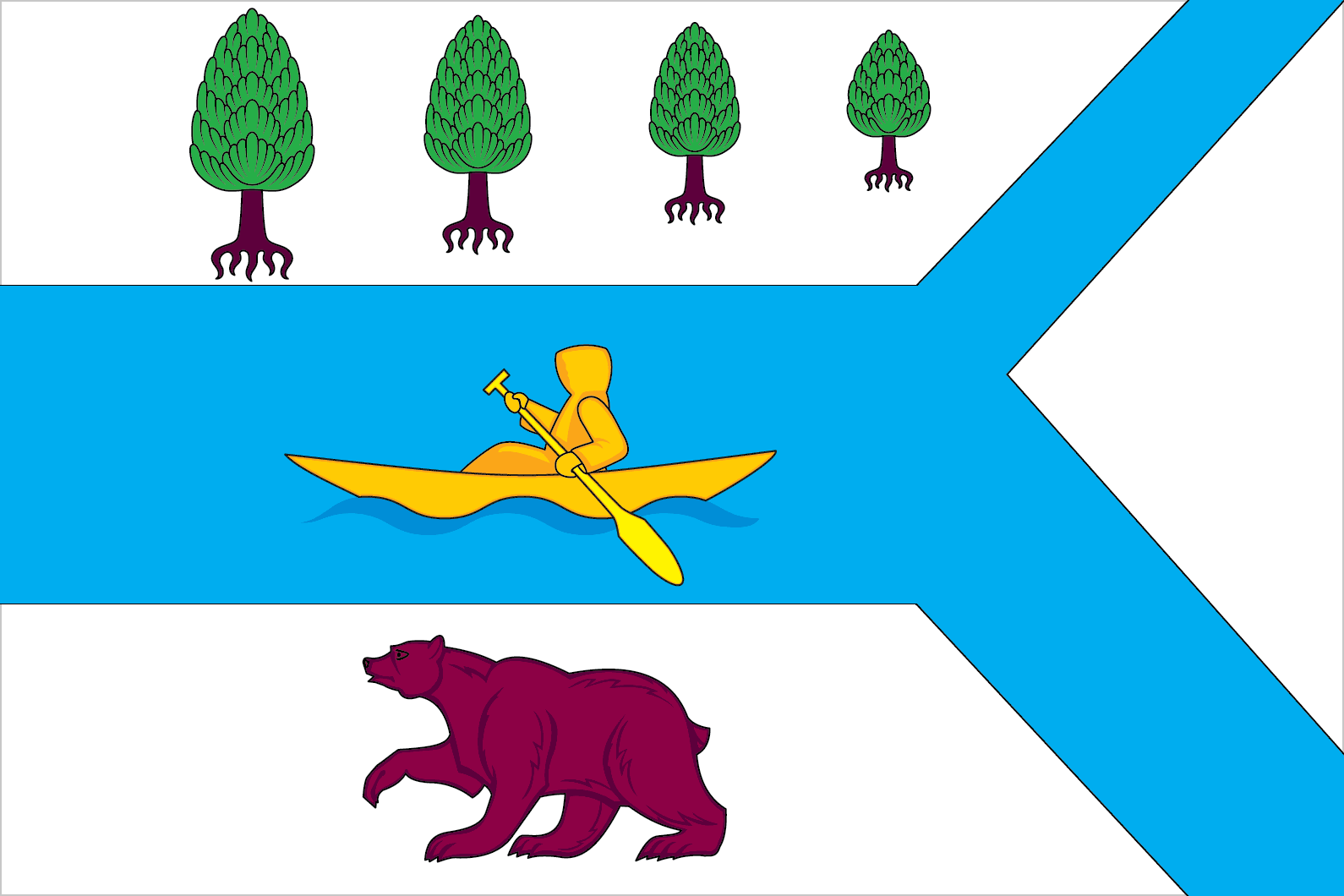
Флаг сельского поселения Перегрёбное
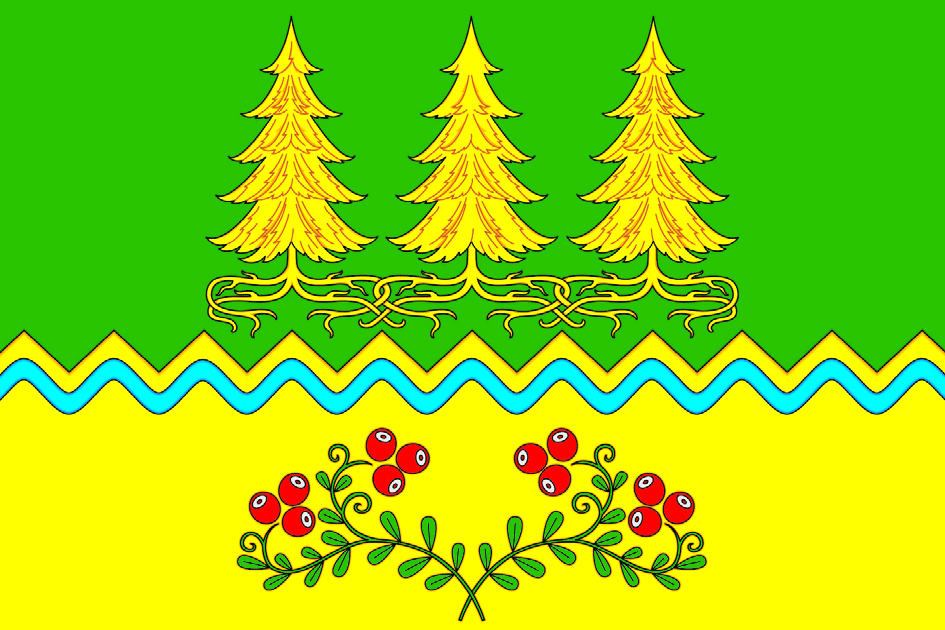
Флаг сельского поселения Сергино
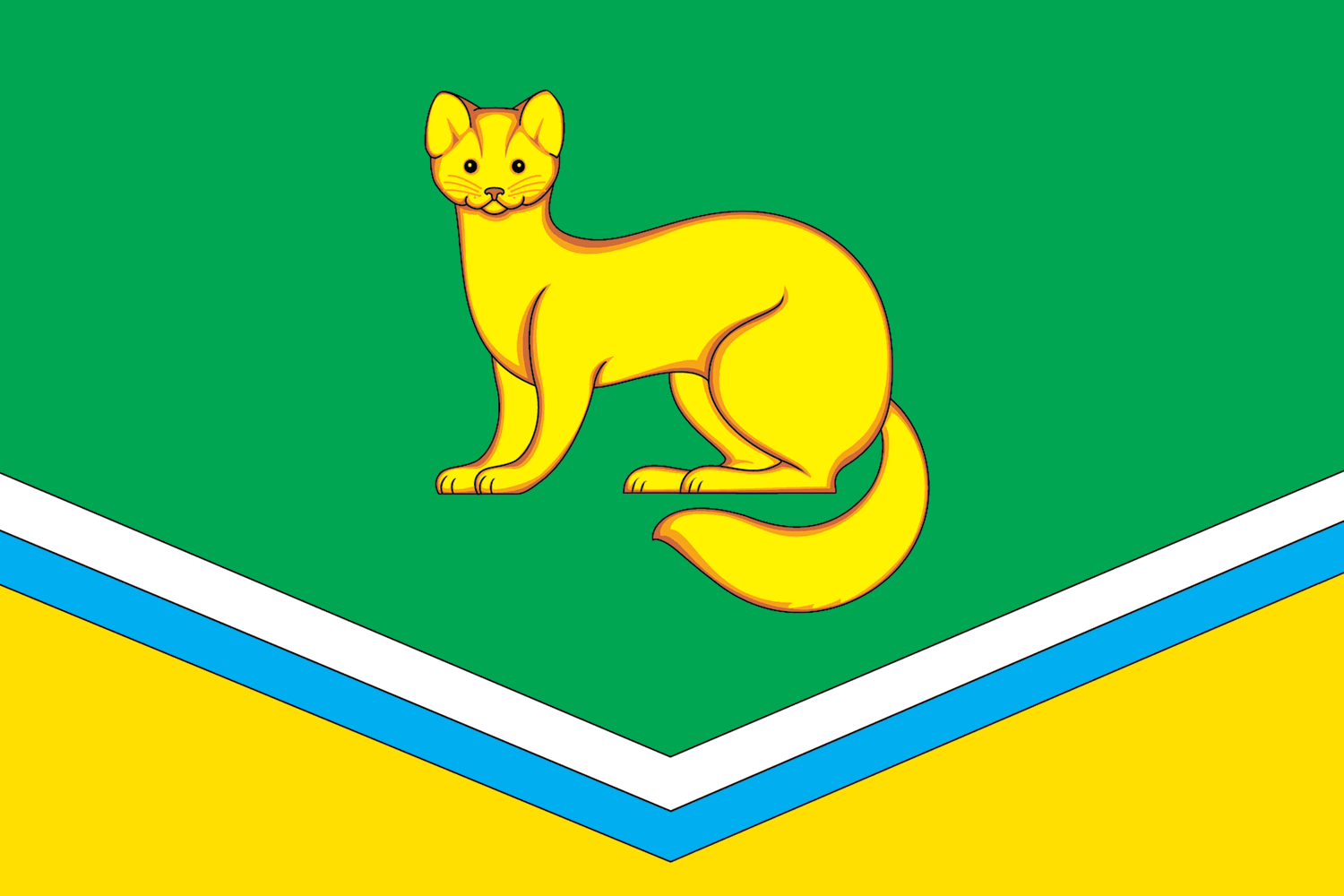
Флаг сельского поселения Унъюган
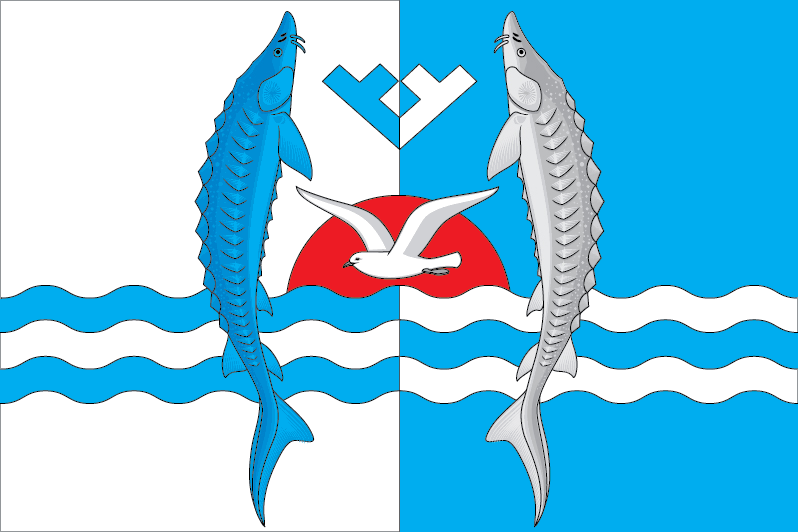
Флаг сельского поселения Шеркалы